# Babur
Pour les articles homonymes, voir Babur (homonymie) et Baber.
Babur (persan : بابر), parfois orthographié Baber, un surnom signifiant la « Panthère », né Zhahîr ud-din Muhammad, le 14 février 1483 à Andijan et mort le 26 décembre 1530 à Agra, est un prince timouride de l'Inde et le fondateur de l'Empire Moghol. Il est descendant de Tamerlan par Miran Shah et de Gengis Khan par sa mère. Son père, Omar Sheikh Mirza (1456-1495), est un turco-mongol-persan, roi de Ferghana, une partie du Turkestan, maintenant en Ouzbékistan.
Dans le cadre de la désintégration de l'Empire timouride, il subit une série de vicissitudes et d'échecs, jusqu'à être abandonné par tous à certains moments, n'ayant que quelques dizaines d'hommes sous ses ordres, il parvient toutefois à prendre Kaboul, d'où il lance des raids dans le Sultanat de Delhi et dans d'autres royaumes musulmans d'Inde avant de s'étendre à toute la plaine indo-gangétique et étendre considérablement son territoire en Inde. Lorsqu'il meurt, son territoire s'étend d'Afghanistan au Bengale et comprend certaines des villes les plus peuplées et les plus riches du monde, comme Delhi ou Lahore. 
Religieusement, il commence sa vie comme un musulman intransigeant, mais il évolue énormément et, au fur et à mesure qu'il conquiert de nouveaux territoires et qu'il prend de l'âge, Babur devient plus tolérant, permettant à d'autres religions de coexister pacifiquement dans son Empire et à sa cour. Il montre aussi une certaine attirance pour la théologie, la poésie, la géographie, l'histoire et la biologie, des disciplines qu'il favorise à sa cour, ce qui le pousse à être fréquemment rangé dans les représentants de la Renaissance timouride. Ses positions religieuses et philosophiques sont qualifiées d'humanistes. 
Son territoire est ensuite développé par ses successeurs, les empereurs moghols suivants, jusqu'à englober la quasi-totalité du sous-continent indien.
Il est l'auteur du Livre de Babur, ou Baburnama, rédigé en tchaghataï, une langue turcique ancêtre du Ouïghour et de l'Ouzbek. Il est traduit en persan après sa mort. Le livre sont ses mémoires qu'il rédige à la fin de sa vie. Il y adopte une prose humble et peu tournée vers la grandiloquence, reconnaissant ses erreurs et ses fautes, ce qui en fait une source importante d'informations sur sa vie et son époque par leur aspect relativement objectif. Il s'agit d'une des rares autobiographies objectives de la littérature islamique médiévale.
L'Empire moghol lui survivra jusqu'à la seconde moitié du XIXe siècle.

## Biographie
Omar meurt le 8 juin 1494, et à 12 ans, Babur hérite du trône. Une tentative de renversement par ses oncles échoue et aussitôt son trône assuré, il réfléchit à étendre son territoire.
En 1497, il attaque et prend Samarcande, sur laquelle il pense avoir un droit légitime héréditaire en tant que descendant de Tamerlan. Une rébellion parmi ses nobles éclate dans son royaume. En route pour le reconquérir, ses troupes l'abandonnent et il reperd Samarcande. Il reprend ses territoires perdus, mais en est finalement chassé en 1501 par son ennemi principal, Muhammad Shaybani, le khan des Ouzbeks. Pendant trois années, il erre, tentant en vain de récupérer ses possessions perdues, puis en 1504, rassemblant quelques troupes fidèles, il traverse l'Hindu-Kush enneigé, prend la ville forte de Kaboul et se retrouve à la tête d'un riche royaume.
De nouveau, après la mort de Shaibani en 1510, Babur réclame ses possessions originelles, et reçoit l'aide déterminante d'Ismail Safavi, et en 1511 fait une entrée triomphale dans Samarcande. Mais en 1512 il est à nouveau défait par les Ouzbeks et retourne difficilement à Kaboul en 1514.
Il semble maintenant avoir perdu tout espoir de récupérer la Ferghana, et comme il redoute aussi une invasion des Ouzbeks à l'ouest, il se tourne vers l'Inde et en particulier le Pendjab qu'il considère comme son héritage légitime de Tamerlan. Plusieurs incursions préliminaires avaient été déjà faites, quand en 1521 une occasion se présente pour une expédition plus sérieuse. Ibrahim Lodi, sultan de Delhi, est détesté de tous, même par les nobles afghans, et Babur s'allie avec un rebelle, Alam Khan. Il rassemble ses forces, 12 000 hommes et quelques pièces d'artillerie et marchent sur l'Inde. Ibrahim, avec 100 000 soldats et de nombreux éléphants, avancent contre lui. La grande bataille a lieu à Panipat le 21 avril 1526 : Ibrahim est massacré et son armée mise en déroute. Babur se proclame alors Padshah Ghazi, empereur de l'Inde, puis avec l'aide de son fils Humayun s'empare immédiatement d'Agra. Mais, un autre ennemi redoutable l'attend, Rana Sangha de Chittorgarh qui a rassemblé contre lui une énorme armée de 210 000 hommes. Son cas paraît désespéré, il fait le vœu de renoncer au vin, qu'il consomme sans modération. À Kanwaha, le 10 ou 17 mars 1527[réf. nécessaire], il remporte une grande victoire, tandis que son fils pacifie la vallée du Gange, et devient alors le maître absolu de l'Inde du nord.
Il passe la fin de sa vie à organiser son nouvel empire et à embellir Agra, sa capitale. En octobre 1530, son fils aîné et préféré Humayun tombe malade. Alors que tous les médecins s'accordent à annoncer sa mort prochaine, c'est Babur qui meurt, anéanti à l'annonce de la maladie de son fils. Selon la légende, il aurait donné sa vie pour sauver celle de celui qu'il désigne comme son successeur. Il décède le 26 décembre 1530 durant sa quarante-huitième année et est enterré à Kaboul. Humayun lui succède alors.
Fin lettré, il aime la musique, compose des poèmes et dicte ses mémoires, le Babur Nama, chronique de sa vie et de celle de ses proches entre 1494 et 1529,  texte autobiographique écrit en turc tchaghataï, qui n’a été précédé, dans le monde islamique, que par « Les enseignements de la vie » d’Usama Ibn Munqhid, émir de Chaysar, au XIIe siècle.
Sa dynastie a régné sur l'Inde jusqu'au XIXe siècle.

## Origine et ascendance

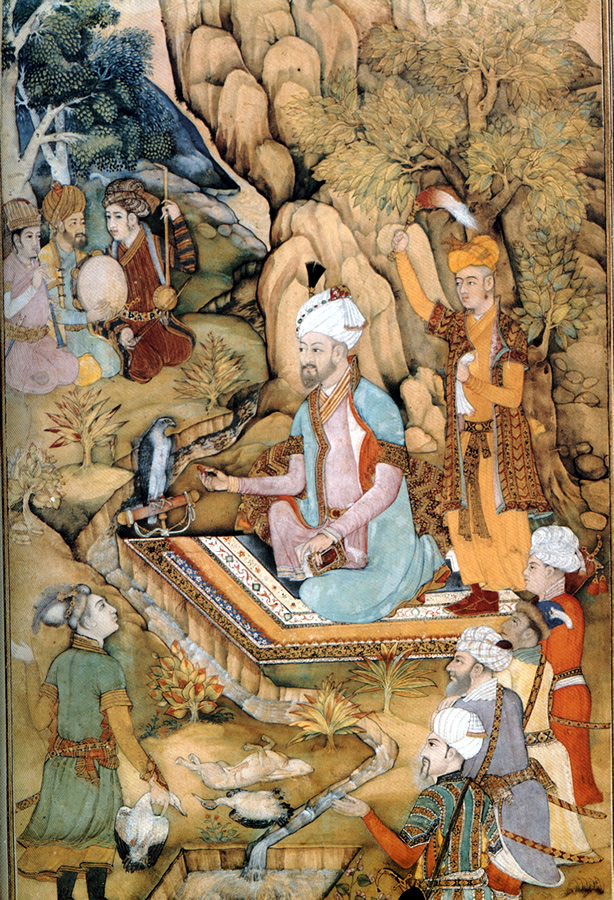
Portrait de Bâbur dans le Bâbur Nâmâ.

De son père, Omar Sheikh Mirza, fils d'Abu Saïd Mirza, arrière-petit-fils et successeur de Tamerlan assassiné en 1469, dont il hérite une bonne partie de la personnalité, Babur nous a laissé ce portrait émouvant de précision :
« C'était un homme corpulent et de petite taille, à la barbe clairsemée et au teint coloré. Il portait sa tunique très serrée et comme, pour en nouer les cordons, il avait coutume de contracter son ventre, il arrivait souvent qu'en lui rendant la liberté les cordons se rompissent. Il ne faisait qu'un seul tour avec son turban alors qu'en ces temps-là il était de coutume d'en faire quatre ; en outre, il n'y faisait pas de pli et en laissait pendre les bouts. L'été, à moins qu'il ne fût au Conseil, il ne portait la plupart du temps que le bonnet mongol. Il appartenait au rite hanéfite et avait des opinions très orthodoxes. Il ne négligeait aucune des cinq prières quotidiennes et s'acquitta toute sa vie de ses devoirs religieux. Il passait une partie de son temps à lire et à méditer le Coran. Il était disciple de Khadja Ubaydullah et aimait converser avec lui. Celui-ci, de son côté, l'appelait son fils. Ses lectures favorites était le khamsa, les mesnevi, les livres d'histoire et surtout le Shah Nameh. Il avait une disposition naturelle pour la poésie, mais ne s'était pas appliqué à cultiver cet art.
C'était un prince doué d'une grande générosité : elle était chez lui la qualité dominante. D'un bon naturel, subtil, éloquent, il n'en était pas moins brave. En deux occasions, il marcha seul en avant de tous ses nöker et fit au sabre des prodiges de valeur... Il était d'une force moyenne dans le maniement de l'arc mais il avait une vigueur extraordinaire dans les bras de telle sorte qu'il n'était pas de lutteur qui ne fût renversé sous ses coups... C'était un agréable compagnon. À l'occasion, il récitait fort joliment des vers. C'était un homme unique en son genre. Il jouait beaucoup, surtout au tric-trac et parfois même aux dés. »
Sa mère, Kutlug Nigar Khanim, était une des cinq filles de Yunus Khan, prince de Tachkent descendant de Gengis Khan à la onzième génération par son fils Tchagataï, fondateur du khanat qui porte son nom. Par ses origines autant que par son milieu, Babur était donc un authentique Timouride.
Babur reçoit plusieurs précepteurs aux compétences inégales, mais dont deux khodjas le marquent plus particulièrement : Ubaydallah, qui lui donne son nom et lui inculque la compassion pour les pauvres, vertu qu'il pratiqua toute sa vie et Mevlana-i-Kadi, issu d'une prestigieuse lignée, et que son élève admire pour sa sainteté et son courage.
Il pratique toutes les activités aristocratiques de son temps : équitation, tir à l'arc, escrime, natation.
Sa langue est le turc tchagataï, rameau oriental du turc commun, la plus importante après l'ottoman. Les Mémoires qu'il dicte lui-même passent pour le chef-d'œuvre littéraire de cette langue. Il maîtrise le persan, alors langue vernaculaire de toute l'Asie orientale, jusqu'à composer des poèmes de très bonne facture. Il ignore vraisemblablement le mongol (malgré ses origines maternelles) de même que l'arabe, devenu déjà très minoritaire à cette époque dans la région.
Sa ville natale, bien que de taille provinciale, subit le rayonnement de la prestigieuse Samarcande qu'il rêve de conquérir sans succès durant toute sa vie.
La mort accidentelle de son père en 1494 lui permet de poser sa candidature à la succession au trône du Ferghana dans une Asie centrale dépourvue de règle de succession et déchirée par les rivalités des princes locaux, turcs ou mongols.

## Famille

### Épouses et descendance

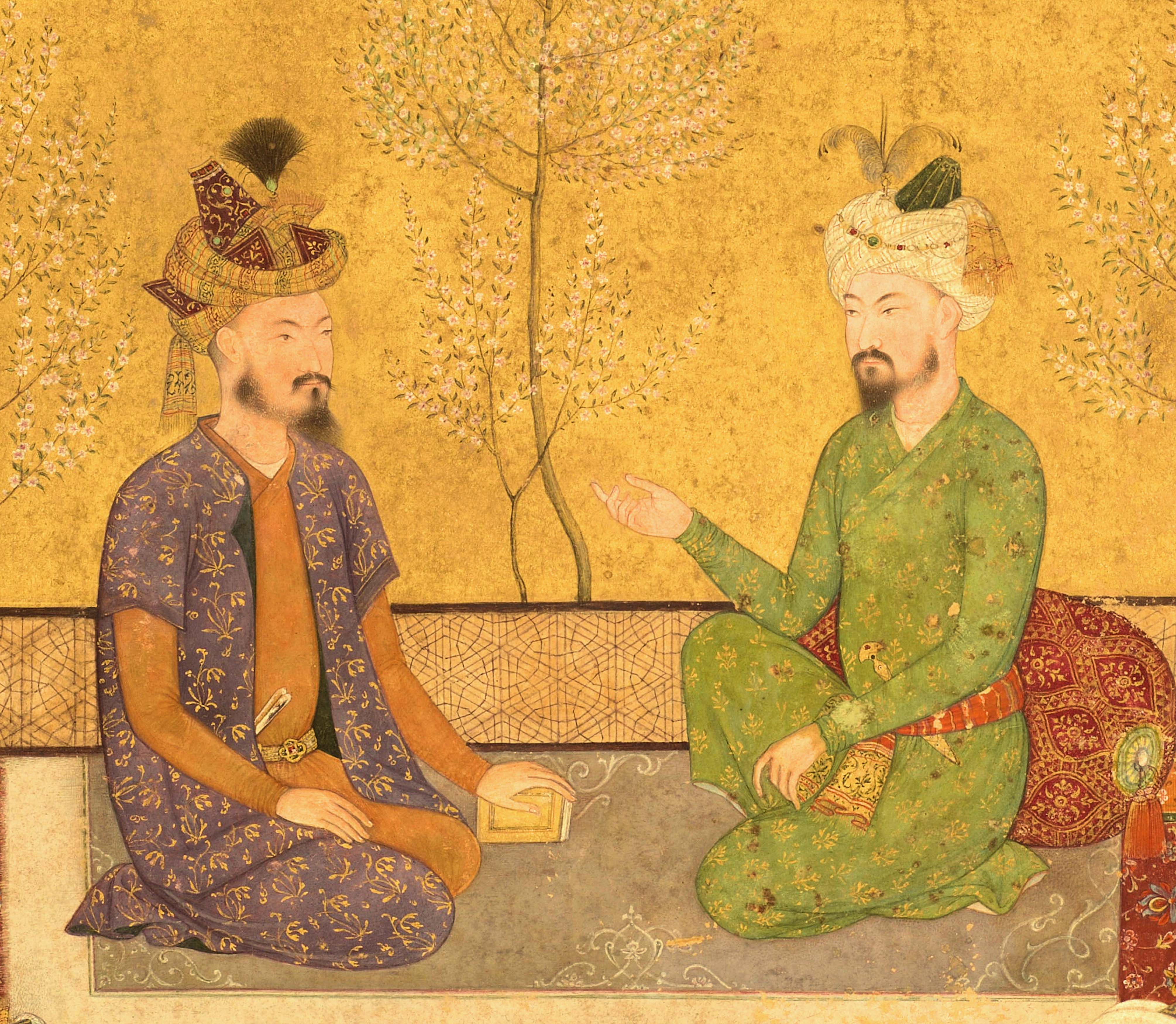
Bâbur et son fils Humâyûn.

De l'union avec la sultane bégum Aisha (Khodjent, mars 1500), fille de Sultan Ahmed Mirza et de la bégum Qataq (1484 - v. 1531) :
- Fakhrunnisa Begum, (1501) morte à l'âge d'un mois.

De l'union avec Zainab Sultan Begum (Kaboul, 1504), fille de Sultan Mahmud Mirza et de Khwanzada Begum Termizi, morte de la petite vérole en 1507 : aucune descendance.
De l'union avec Maham Begum (Herat, 1506), parente de Sheikh Ahmed Jami (morte à Agra le 8 mai 1533) :
- Humayun (Kaboul 1508 - 1556) ;
- Barbul Mirza (Kaboul 1509/1510 - mort jeune avant mars 1519) ;
- Mihrjahan Begum (Khost 1511 - morte jeune avant mars 1519) ;
- Esan Daulat Begum (Kaboul (1516) - morte jeune avant mars 1519) ;
- Na Begum (Kaboul (1517/1518 - morte jeune avant mars 1519) ;
- Farouk Mirza (Kaboul 2 août 1526 - 1527).

De l'union avec Masuma Sultan Begum (Kaboul, 1507), fille de Sultan Ahmed Mirza et de Habiba Sultan Begum Arghun (morte en couches à Kaboul vers 1509/1510) :
- Masuma Sultan Begum (Kaboul 1509/1510 - ??), mariée en 1515/1516 avec Mirza Mohammed Zaman, fils de Badiuzaman Mirza et de Urun Sultan Khanum ; mort noyé dans le Gange à Causa en 1539.

De l'union avec Gulrukh Begum Taghay Begchik (1508), sœur de Sultan Ali Mirza Taghay Begchik et de Yadgar Taghai (morte avant 1545) :
- Kamran Mirza (Kaboul 1509 - La Mecque 5 octobre 1557), gouverneur de Kaboul, Kandahar et Multan le 18 septembre 1528 ; gouverneur de Ghazni et du Punjab 1530-1553 ; aveuglé en 1553 ;
- Mohammed Askari Mirza (Kaboul 1516 - La Mecque 1554), gouverneur de Multan, de Chandiri en septembre 1528 ; de Sarkar Sambhal 1530 ;
- Shahrukh Mirza (Kaboul (1518 - ?), mort jeune ;
- Ahmed Mirza (Kaboul (1520 - ?), mort jeune ;
- Gulizar Begum (Kaboul (1522 - ?), mort jeune.

De l'union avec Dildar Agha Begum (1510/1514), morte après 1550 :
- Gulrang Begum (Khost 1511/1515 - après 1543) ; mariée à Esan Timur Chaghatai Moghol, fils d'Ahmed Khan Chaghatai Moghol, puis Mirza Nureddin Mohammed, fils de Kwaja Alauddin Mohammed ;
- Gulchihra Begum (Kaboul 1516/1517 - après 1557) ; mariée à Sultan Tukhta Bugha Khan Chaghatai Moghol, fils d’Ahmed Khan Chaghatai Moghol, + 1533 puis Abbas Sultan Uzbeg ;
- Abul Nasir Mohammed Hindal (Kaboul 4 mars 1519 - tué en Arabie le 20 novembre 1551) ; gouverneur Sarkar Alwal 1530 ; marié à Sultanam Begum, sœur de Mohammed Mahdi Kwaja ; père de :
  - Ruqqaya Sultan Begum (1542 - Agra 25 janvier 1626), mariée à Akbar, son cousin ;
- Gulbadan Begum (Kaboul 1523 - février 1603), mariée à Khizr Khwaja Khan Chaghatai Moghol, fils d'Aiman Khwaja Khan ;
- Alwar Mirza (Kaboul (1524/1525) - Âgrâ 1529).

Bibi Mubaraika Begum (Kehraj le 30 janvier 1519), fille de Malik Shah Mansur Yusufzai, morte après 1556.

## Œuvres
Babur a rédigé lui-même en turc tchaghataï.
- la Relation de ses conquêtes
- l’Histoire de sa vie (traduit en anglais par John Leyden et William Erskine, Londres, 1826)
- Babur Nama: Journal of Emperor Babur, Zahir Uddin Muhammad Babur, Translated from Chaghatay Turkic by Annette Susannah Beveridge, Abridged, edited and introduced by Dilip Hiro  (ISBN 0-14-400149-7 et 978-0-14-400149-1) - Baburnama complètement en ligne

disponible en français
- Le Livre de Babur, traduit du turc tchaghataï par Jean-Louis Bacqué-Grammont, Publications orientalistes de France, récompensé par le prix Pierre-François-Caillé en 1981

## Galerie

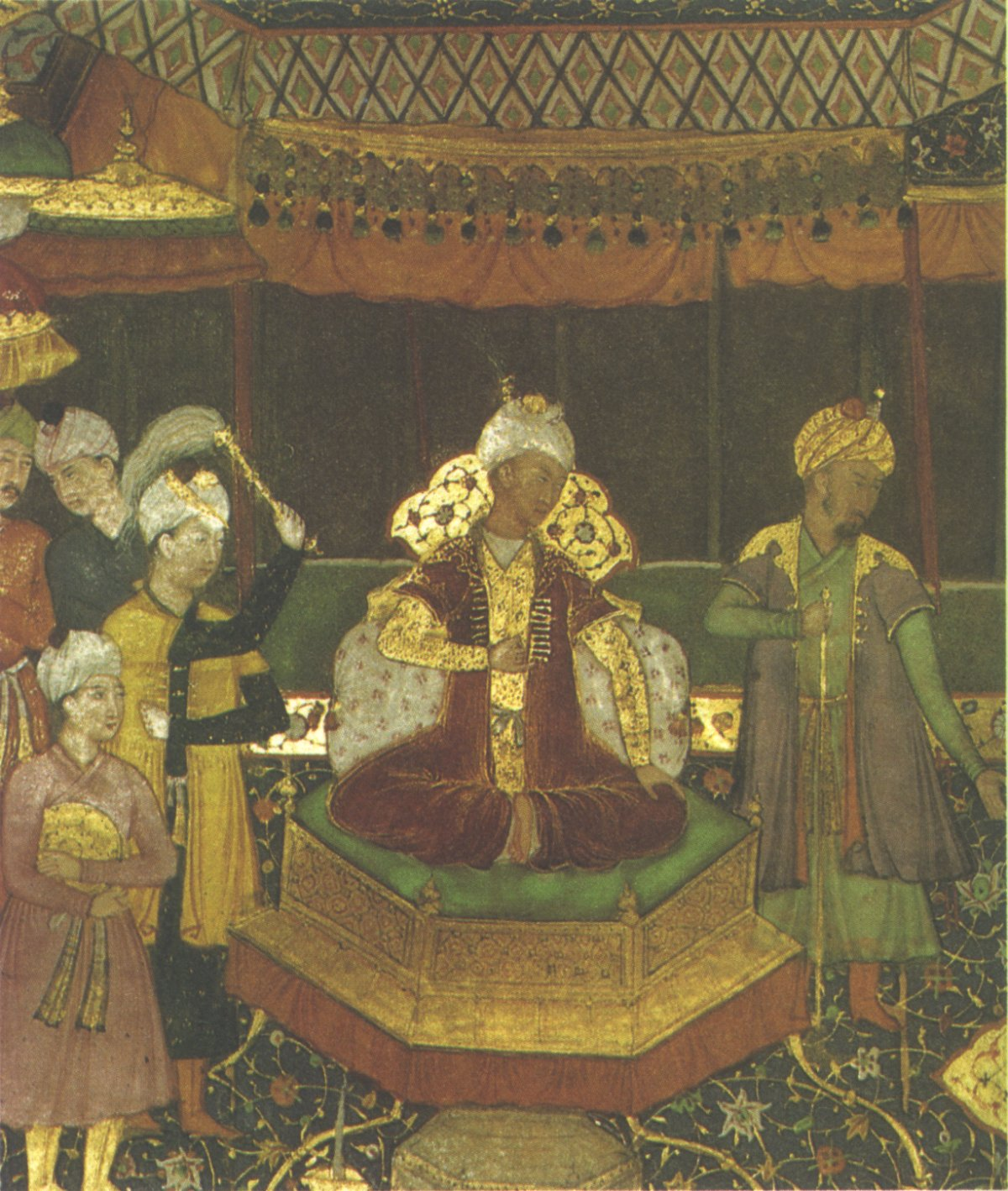
Babur sur son trône.
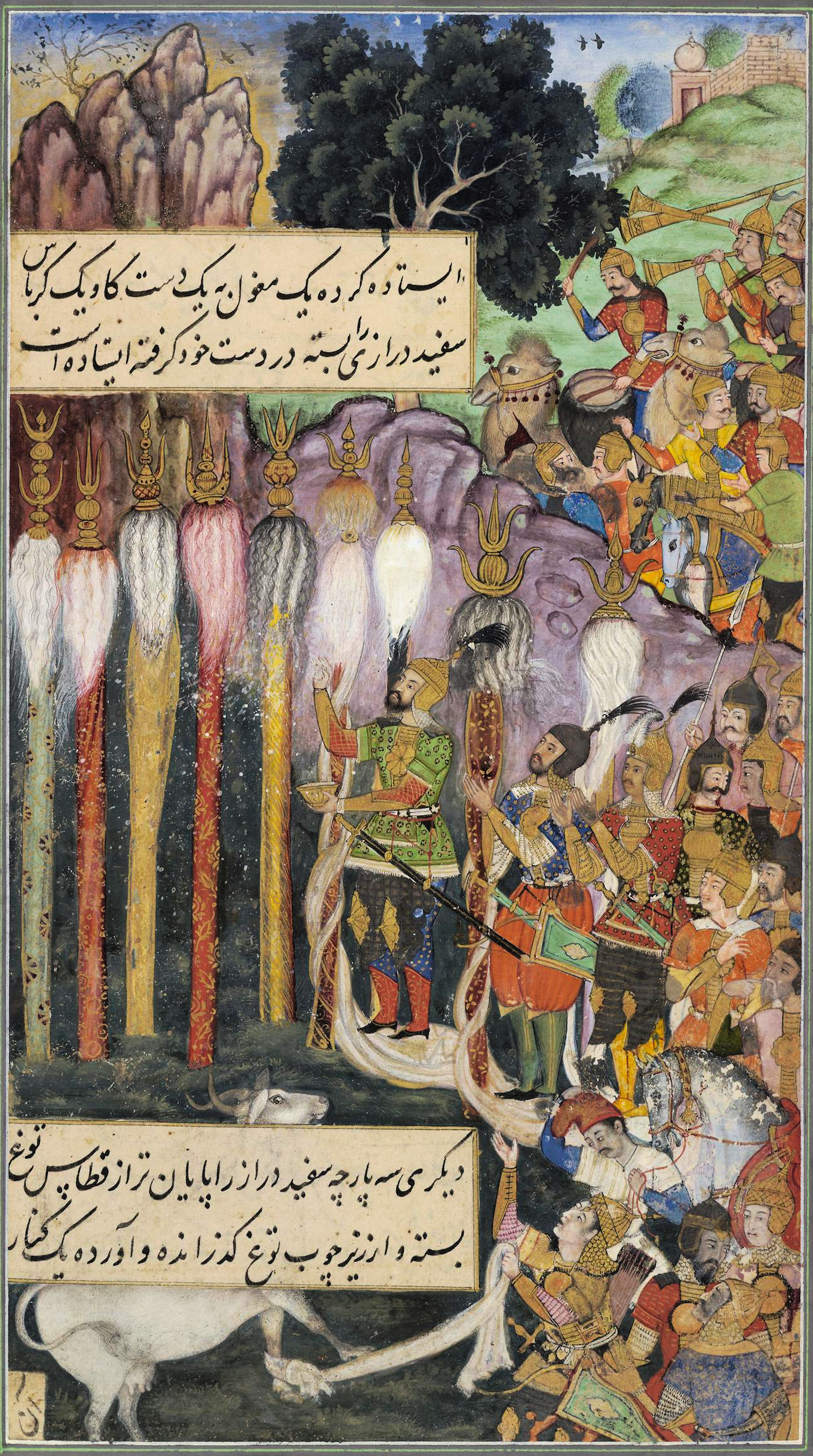
Babur et son armée saluant ses étendards.
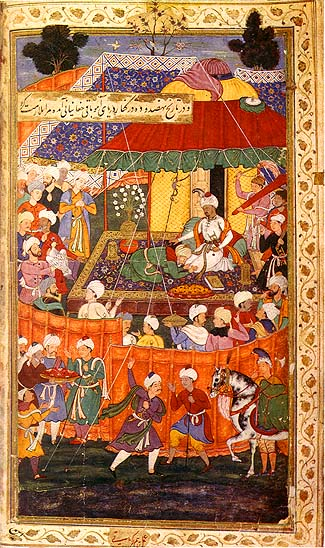
Une scène du Babur Nama.
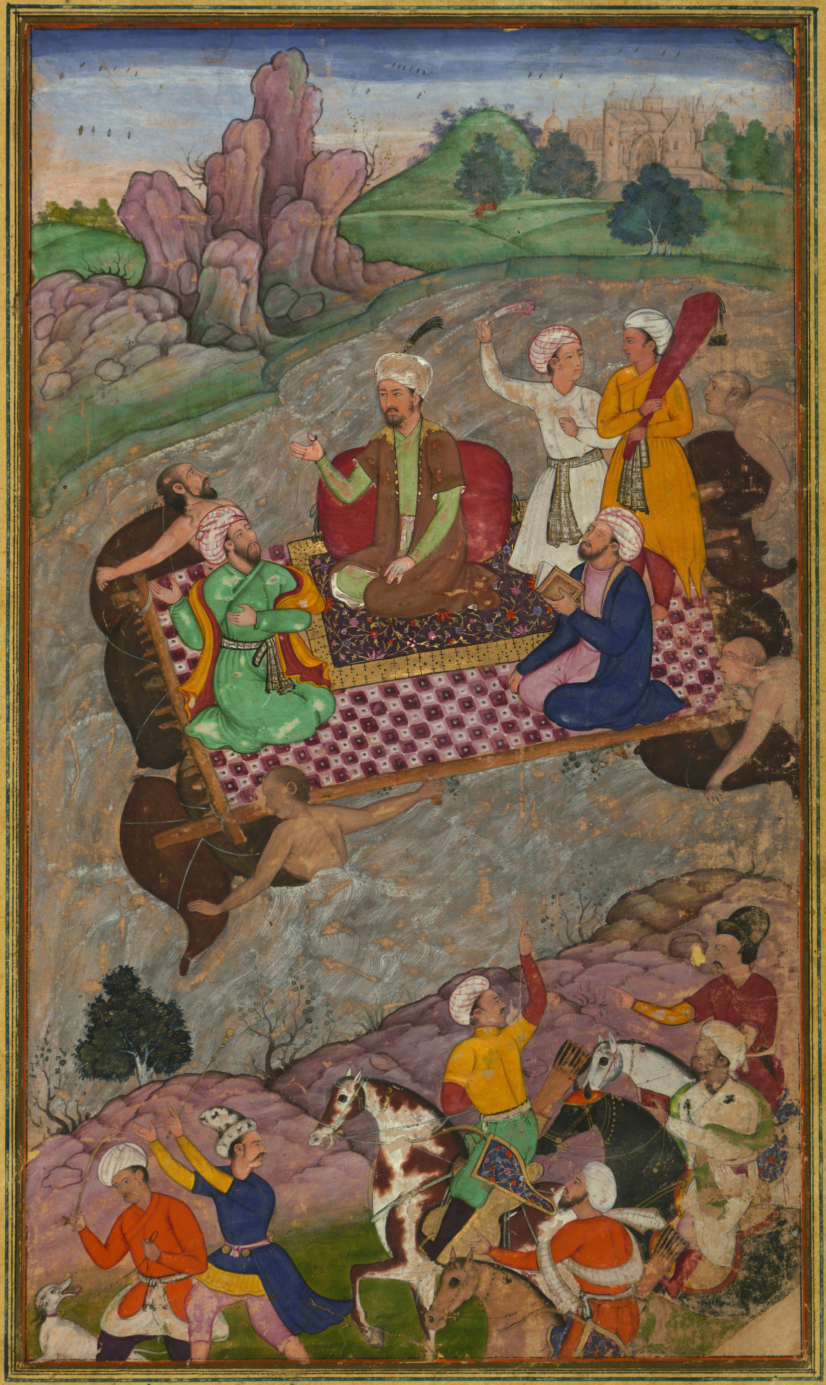
Babur durant la seconde campagne de l'Hindoustan, sur un bateau sur le Kunar en rentrant d'Atar.
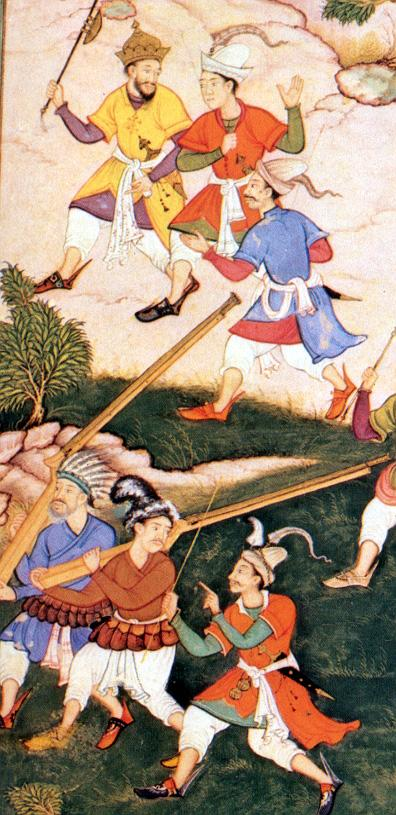
Mustafa Rumi menant les forces de Babur armées de platines à mèche.
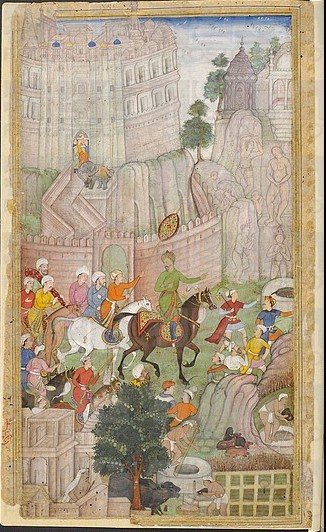
Babur et son armée dans la vallée d'Urvah à Gwalior.
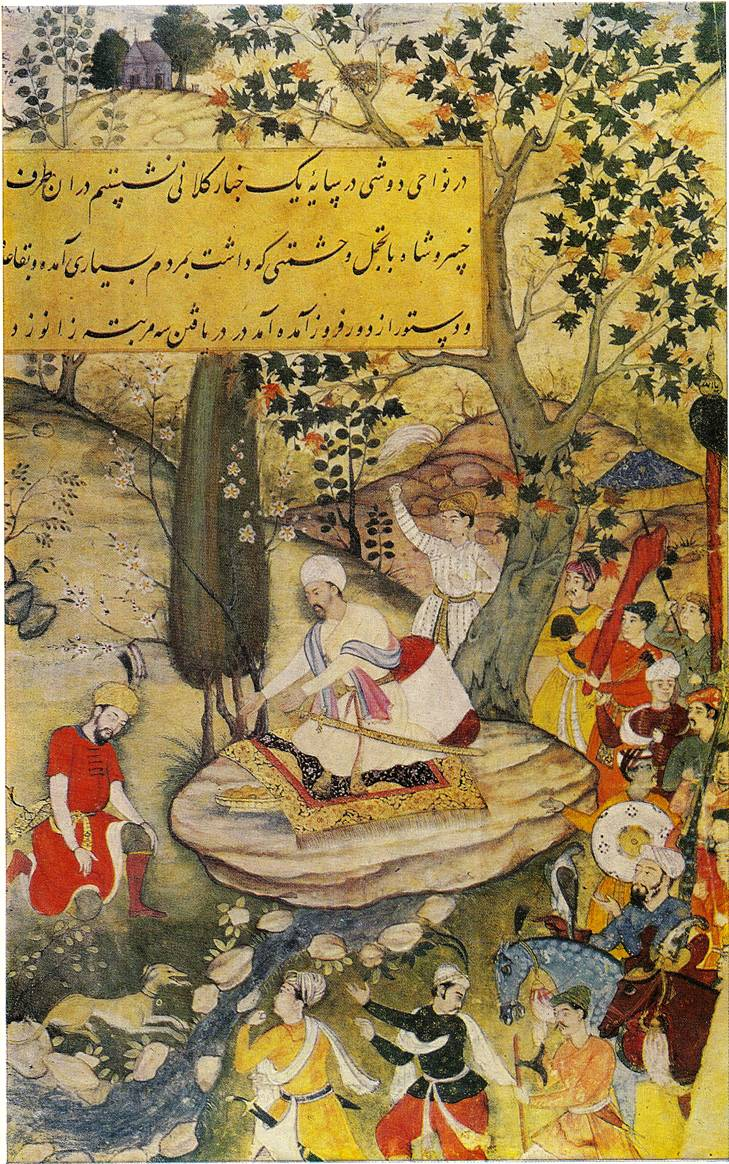
Le général Khusrau Shah Kokultash rend hommage et loyauté à Babur, avant la bataille de Khanwa.
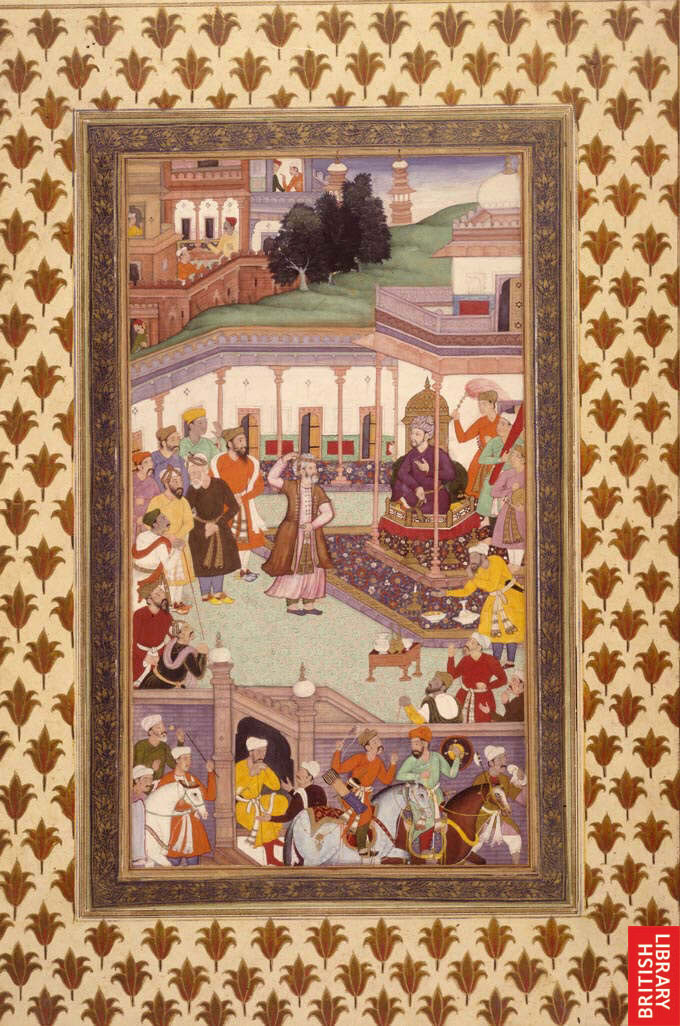
Babur salue des courtisans durant la fête de l'Aïd el-Fitr.
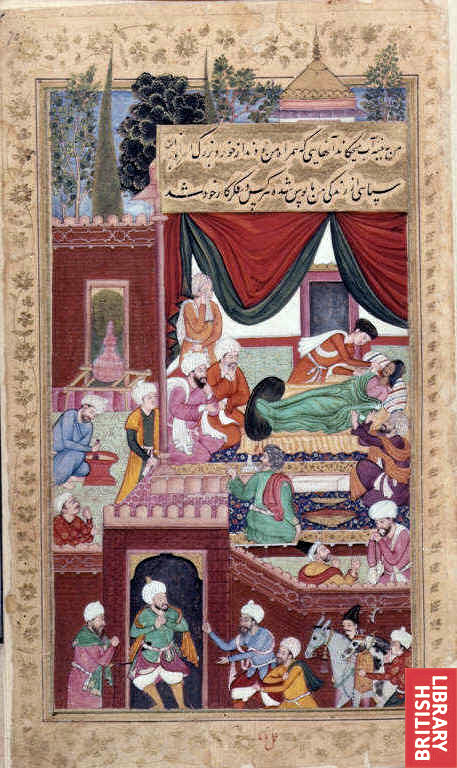
Babur traité par des médecins durant une grave maladie.
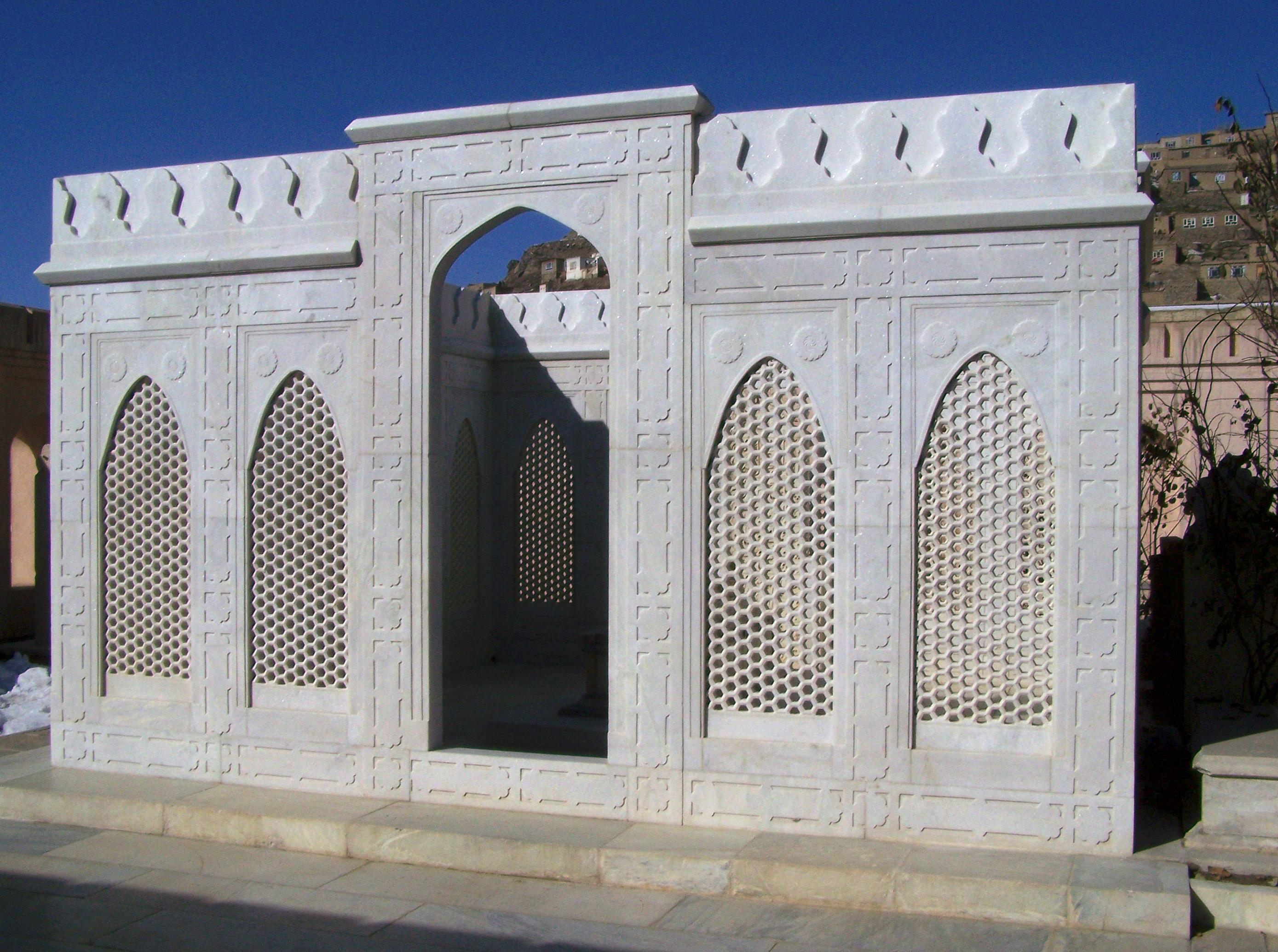
Tombeau de Babur à l'intérieur du Bagh-e Babur (Jardins de Babur) à Kaboul en Afghanistan.

### Sources & Bibliographie
- Jean-Paul Roux : Babur : histoire des Grands Moghols, éd. Fayard, 1986.
- André Clot : Les Grands Moghols: Splendeur et chute (1526-1707), éd. Plon, 1993 (réédité en numérique).
- Marie-Nicolas Bouillet  et Alexis Chassang (dir.), « Babur » dans Dictionnaire universel d’histoire et de géographie, 1878 (lire sur Wikisource)
- (en) F. Lehmann, « Bābor, Ẓahīr-al-dīn Moḥammad », dans Encyclopædia Iranica (lire en ligne).